# Typhistes gloriosus
Typhistes gloriosus là một loài nhện trong họ Linyphiidae.
Loài này thuộc chi Typhistes. Typhistes gloriosus được Rudy Jocqué miêu tả năm 1984.